# Plemyria albovittata
Plemyria albovittata là một loài bướm đêm trong họ Geometridae.